# Danijel Demšar
Danijel Demšar (tudi Daniel Demšar), slovenski ilustrator, grafik, slikar in lutkar, * 8. maj 1954, Maribor, Slovenija.
Diplomiral je leta 1979 na Akademiji za likovno umetnost v Ljubljani. Po nekaj letih pedagoškega dela se je posvetil knjižnim ilustracijam, grafikam in lutkovnemu gledališču (izdelava lutk, scenografija, kostumografija). Objavlja v otroških in mladinskih revijah (Kurirček, Ciciban, Kekec, Cicido) ter likovno opremlja šolske učbenike in berila. Živi in dela v Ljubljani.

## Dela

### Pomembnejše knjižne ilustracije
- Zgodba o razvajeni cesarični (1979) (COBISS)
- Kuža Luža (1984) (COBISS)
- Kužmucke (1984) (COBISS)
- Med bogovi in demoni: liki iz slovenske mitologije (1988) (COBISS)
- Nebesno gledališče (1990) (COBISS)
- Arabske basni (1991) (COBISS)
- Popravljalnica sanj (1992) (COBISS)
- Mala in velika luna (1994) (COBISS)
- Šamardalov zaklad (1997) (COBISS)
- Svilnate rime (2011) (COBISS)
- Angeli (2012) (COBISS)

## Nagrade
- Levstikova nagrada (1984)
- Plaketa Hinka Smrekarja (1993)
- Priznanje Hinka Smrekarja (1997)
- Nagrada Hinka Smrekarja  (2010)
- Levstikova nagrada za življenjsko delo (2013)
- Nagrada Hinka Smrekarja za življenjsko delo (2021)

## Vir
- Veler Alenka, ur. (2005). Album slovenskih ilustratorjev. Ljubljana : Mladinska knjiga. COBISS 219779072. ISBN 86-11-16562-4.
- Osebnosti: veliki slovenski biografski leksikon. Mladinska knjiga, Ljubljana. 2008. COBISS 241136128. ISBN 978-961-01-0504-6.